# Parkerització

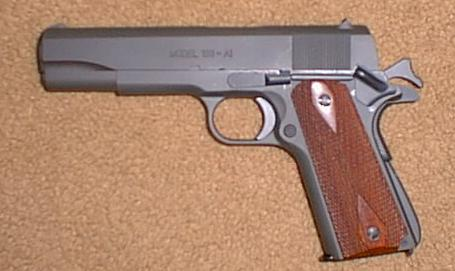
Una Pistola M1911-A1 amb Parkeritzat de zinc

La parkerització és una tècnica de fosfatació de manganès anomenada " fosfatació profunda ".
Permet una protecció química d'un metall per evitar la seva oxidació, o corrosió. El ferro, per exemple, es submergeix en un bany calent de fosfat de zinc fent que es formi una capa de fosfat de ferro impermeable.
Aquesta tècnica s'utilitza tant en la indústria de l'automòbil com en l'armament; oferint una adherència satisfactòria a la seva superfície, és un dels diferents tractaments possibles abans de pintar .

## Història

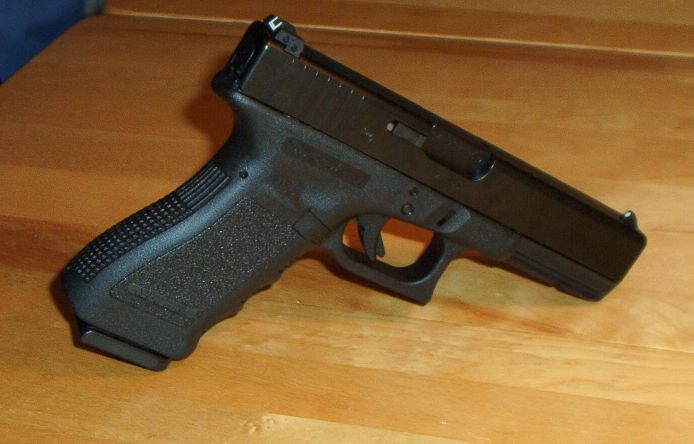
Pistola Glock 17 amb una capa superior negra Parkeritzada

Els tractaments de fosfatació de metalls que havien de conduir al procés conegut com "parkerització» són objecte de les seves primeres patents a la Gran Bretanya primer el 1869 i després el 1906. La patent britànica de 1906 va seguida directament d'una idèntica presentació de patent als Estats Units, obtinguda el 1907 pel seu inventor Thomas W. Coslett per a un procés basat principalment en àcid fosfòric H₃PO₄. El procés el va continuar la família Parker als Estats Units. Els termes Parkerizing, Parkerize i Parkerized són totes marques comercials registrades tècnicament als Estats Units d'Henkel Adhesives Technologies, tot i que la terminologia ha passat en gran part a un ús genèric durant molts anys. El procés es va utilitzar per primera vegada a gran escala en la fabricació d'armes de foc per a l'exèrcit dels Estats Units durant la Segona Guerra Mundial.

El 1913 Frank Richards va presentar un tercer procés derivat millorat, que utilitzava manganès (que més tard demostrarà ser un recurs estratègic). El 1919, els drets de les patents de Coslett i Richards pertanyien a la jove Parker Rust-Proof Phosphating Company of America fundada el 1915 per dur a terme l'explotació, i el procés encara millorat mentrestant va ser llavors objecte d'un nou dipòsit., finalment sota el títol de " procés de parkerització ". La parkerització, que a més de preparacions químiques requereix equips d'electròlisi i controls de temperatura, va aparèixer més comercialment als Estats Units el 1926 amb Parco-powder de la Parker Rust Proof Co, introduïda a França el 1926 sota el nom de " Parcosel ". A continuació, es revisa la parkerització com un nou mètode per a la protecció d'aliatges ferrosos, i és objecte d'un estudi de Jean Cournot que ho comunica a l'Acadèmia de Ciències de novembre 1927 novembre de 1927:
| « | “El mètode consisteix a tractar ferro, ferro colat o acer, en banys àcids en ebullició que contenen entre un 3 i un 4% de fosfats de ferro i manganès preparats a partir d'àcid ortofosfòric; quan les peces, prèviament decapades, estan immerses en aquestes solucions, es produeix un atac superficial amb alliberament d'hidrogen i producció d'un fosfat secundari de ferro, que arriba ràpidament al límit de saturació; llavors l'atac s'atura i hi ha un dipòsit d'excés de fosfats complexos sobre el metall, el recobriment resultant, de color gris-negre, és extremadament adherent ja que es diposita sobre un metall lleugerament gravat per l'atac anterior: a més és molt resistent. a la corrosió atmosfèrica normal, finalment constitueix, per la seva naturalesa, una base remarcable per als acabats adequats als tipus de corrosió especial contra les quals les peces poden haver de lluitar. ». | » |

L'evolució del procés està llavors encara en curs, ja que al mateix temps (principis de 1928), l'empresa procedeix a una nova presentació de patent per a un procés el progrés del qual s'accelera en dos terços. El procés es continua millorant i es fa més complex després. Tanmateix, finalment ha estat fortament criticat i qüestionat per motius ambientals, com tots els processos de fosfatació, durant les últimes dècades. La generalització de l'aplicació d'aquestes gammes de tractaments electroquímics ha estat, efectivament, un fenomen d'una escala força incommensurable al final de la contínua i sofisticada industrialització posterior a la primera meitat del XX XX .. Així, aquestes tècniques i la seva contaminació es consideren responsables de l'eutrofització i altres danys al medi ambient i a les espècies.